# Phrosinella sannio
Phrosinella sannio är en tvåvingeart som först beskrevs av Zetterstedt 1838.  Phrosinella sannio ingår i släktet Phrosinella och familjen köttflugor.
Artens utbredningsområde är Sverige. Arten är reproducerande i Sverige. Inga underarter finns listade i Catalogue of Life.